# ゾンビー・バードハウス
『ゾンビー・バードハウス』は、アメリカ合衆国のミュージシャン、イギー・ポップの6枚目のソロ・アルバム。1982年9月にブロンディのクリス・スタインが設立したインディーレーベル、アニマル・レコードからリリースされた。

## プロダクション

### 経緯
アリスタから契約更新を断られたイギーに声をかけたのは、自身のレーベルを設立したばかりのクリス・スタインだった。スタインから5万ドルの出資を受けたイギーはスタインのレーベルから新作を出すことに合意し、それまでのツアー（フォロー・ザ・サン・ツアー）でギタリストを務めたロブ・デュプレイを作曲パートナーに選び、1982年初頭からレコーディングの準備を開始した。作業はデュプレイの自宅アパートに設られたホームスタジオで進められるなど、徹底したコストダウンが図られた。

### レコーディング
2月中旬から行われたレコーディングも同じくコストダウンが図られた。格安で知られていたが16トラックの録音施設しかなかったブランク・テープ・スタジオを借り受け、イギー、デュプレイ、スタイン、クレム・バークの4名という少人数で作業が進められた。作業は1ヶ月程度で終了し、4月にイギーは当時の恋人エスター・フリードマンとともに、レコードジャケット撮影のためにハイチに向かった。

### エピソード
フリードマンとのハイチ旅行は災難続きで、違法薬物が格安で入手できる土地柄だったことからずっと酩酊状態だったイギーが現金を使い込んでしまい、加えて交通事故で負傷し、滞在費も帰国旅費も使い果たしてしまった。フリードマンは現地で歯科助手として働くことになったが、就職先の歯科医が殺害されて失業した。最終的にフリードマンの金策が実って帰国できることになったが、その際も酩酊したイギーが帰国直前になって何度も失踪するなどしてなかなか帰国できず、すべての災難を乗り越えて帰国に成功すると、フリードマンはそのままイギーを依存症治療施設に入院させた。本作リリース前後に退院したイギーは、そのままプロモーション・ツアーに向かった。

## スタイル
当時トーキング・ヘッズの『リメイン・イン・ライト』のヒットによって興隆を見せ始めていたアフロビートを取り入れるなどの野心的な試みが見られ、レーベル主導でアレンジやミックスなどでニューウェーブ風の仕上がりを狙ったアリスタ時代の3枚とは一線を画した内容となっている。

## リリース
1982年9月にアニマル・レコードからリリースされ、クリサリス・レコードの販売網により配給された。

1991年にボーナストラック「ペイン・アンド・サーファリング」が追加されたリマスター盤が、A&Mレコード傘下のI.R.Sレコードからリリースされた。

2003年、1991年のリマスター盤に1982年のトロントのライブが収録されたボーナスディスクを追加したリイシュー盤がリリースされた。

2019年、キャロライン・レコード傘下のキャロライン・インターナショナルから、再リマスター盤がリリースされた。『トレインスポッティング』の原作者アーヴィン・ウェルシュがライナーノーツを執筆している。

### 日本でのリリース
1983年の来日に合わせてリリースされた。その後の国内リリースはない。

## 評価
| 専門評論家によるレビュー      | 専門評論家によるレビュー |
| レビュー・スコア              | レビュー・スコア         |
| 出典                          | 評価                     |
| ----------------------------- | ------------------------ |
| AllMusic                      | [ 4 ]                    |
| Classic Pop                   | 5/10                     |
| Encyclopedia of Popular Music | [ 19 ]                   |
| The Great Rock Discography    | 4/10                     |
| The Line of Best Fit          | 8/10                     |
| Rolling Stone                 | [ 21 ]                   |
| The Rolling Stone Album Guide | [ 22 ]                   |
| Sounds                        | [ 23 ]                   |
| The Village Voice             | B−                       |

### メディアによる評価
『ゾンビ・バードハウス』は批評家から賛否両論の反応を受けている。
オールミュージックのマーク・デミングは回顧的なレビューで「悲しいことに、イギー自身はここでは特にうまくやっていなかった。彼の歌詞はしばしば明確な焦点のない奇妙な自由連想の寄せ集めであり、スタインはヒーローと仕事をすることに少し畏敬の念を抱きすぎて、彼のボーカルが音程を外れている（または完全に調子が狂っている）ときにそれを指摘する勇気がなかったように感じられる。（中略）結局のところ、このアルバムは失敗作だが、イギーのキャリアの中で最も興味深く野心的な失敗作の1つであることは間違いない」と書いた。
クラシック・ポップのイアン・ギッティンズはゾンビ・バードハウスを「奇妙でとりとめのない出来事、イギーがその場その場で作り上げたようなぎこちないアート・ロックの無秩序な実践」と評した。彼はアルバムを「作るのは明らかにとても楽しかった。でも、それを何度も聴くかって？それは全く別の話だ」と結論付けた。
ザ・ライン・オブ・ザ・ベストフィットのロス・ホートンは肯定的なレビューで、アルバムを「鋭いエレクトロニックのエッジが効いた、油っぽくて汗まみれで、安っぽいロックンロール」「歪んだ金属と有毒ガスで満ちた、完全に美味しい自動車事故のレコードだ。これは間違いなく最も高貴な種類の失敗であり、薬物で傷つき、燃え尽きたロックンロールの犠牲者2人が、名曲を作るために凡庸なソングライターに頼った結果だ。彼らが望んだ通りにうまくいくことは決してなかったが、ほぼうまくいった」と評し、スーサイド、スロッビング・グリッスル、トーキング・ヘッズとの音楽的比較についても言及している。

ローリング・ストーン誌のパーク・プターバウは、このアルバムを「アイ・ワナ・ビー・ユア・ドッグ』の作者からは想像できないほど奥深い、知的でよく練られたコレクション」と評した。
サウンズ誌のサンディ・ロバートソンは、このアルバムは「初期のポップの薬物過剰摂取でひざまずくような大騒ぎのアルバムのように挑戦的ではない」が、クリス・スタインは勇敢にも彼のおなじみのスタイルをほとんど提供していないと感じ、「その代わりに、メガネをかけたテキストだ」と述べている。
ヴィレッジ・ヴォイス誌のロバート・クリストガウは、このアルバムをイギーのこれまでで最も実験的なアルバムと呼び、「音楽の巨匠」ロブ・デュプリーの興味深いスタイルの連続性を称賛したが、ポップの「スローガン、社会理論、内輪のジョーク、下手な詩、声のドラマツルギー」を酷評した。
ポップマターズのシャーロット・ロビンソンは、「ゾンビー・バードハウスは（中略）その奇妙さから伝説的な地位に達している」と述べ、「単調なシンセサイザー、アフロ風のビート、疑似詩的で自由連想的な歌詞に満ちている」としている。彼女はまた、このアルバムは「ポップのキャリアにおける、興味深く実験的だが不安定な時期の終わりを告げるもの」だと書いている。
イギーの伝記作家、ポール・トリンカは本作を「失敗作と評価されることになるだろう。」と述べつつも、「興味をそそられる実験曲もあり（中略）、少なくとも実験的な試みを行い、その年の初めのデヴィッド・ボウイのように期待を裏切ろうとする意欲は感じられた。」と肯定的に評価した。

音楽レビュアーとしても活動しているミュージシャンのジュリアン・コープは本作を「イギーの作品中、最も型破りで、奇妙で、ファンキーで、ユーモアにあふれている」「彼のソロアルバムの中で最高のアルバム」と高く評価している。

### チャートアクション
英米ともに特に目立ったチャートアクションは見られない。

## 後世への影響

### ミュージシャンの反応
イギーのトリビュートアルバム『ウィ・ウィル・フォール』でブロンディのオリジナルメンバー（クリス・スタイン、クレム・バーク、デボラ・ハリー、ゲイリー・ヴァレンタイン、ジミー・デストリ）によるユニット、アドルフズ・ドッグが「オーディナリー・バマー」をカヴァーしている。この曲はシングルカットもされた。

### メディアでの扱い
1991年リリースのリマスタリング盤に収録されたボーナストラック「ペイン・アンド・サーファリング」は、もともと映画「ロックン・ルール」の挿入歌だったもの。本作でレコーディングされた曲ではない。

## ライブ・パフォーマンス
リリース直後の10月13日から、アメリカを中心に、カナダ、イギリス、フランスを巡る日程で、本作の名称を冠したツアーが敢行された。ドラマーはクレム・バークからシカゴのパンクバンド・スカフィッシュのメンバー、ラリー・ミゼルウィッチに交代し、ギタリストに元ブロンディのフランク・インファンテが迎えられた。これまでのツアーと同様に荒れたツアーとなり、ドイツでイギーはビール瓶（ハイネケンだったと言われる）で殴られ、ロンドンでは暴走族に絡まれ、イギリスのチャンネル4の番組『ザ・チューブ』に出演した時は偶然か故意か機材を破壊してしまったが、ベーシストのマイケル・ペイジによるとプライベートは比較的クリーンで、大酒飲みのペイジを非難するような言動もあったという。

本作の名を冠したツアーは1982年12月に終了し、翌1983年2月から名称を「ブレイキング・ポイント・ツアー」と変更して再開された。なお、ツアー名称は変更されたがメンバー変更はなかった。このツアーでイギーは初のアジア・オセアニア方面へのツアーを実施したが、オーストラリアでライブ中に負傷した女性客から訴訟を起こされたため、途中でキャンセルし、7月にはアメリカに帰国することになった。

ベーシストのマイケル・ペイジによると、このツアーの後半で、それまで比較的クリーンだったイギーのプライベートも崩れてしまい、大量のアルコールを摂取するようになったという。

## 日本との関係
初の日本ツアーで、イギーは後に妻になるアサノ・スチに出会っている。

## 収録曲
| 全作詞・作曲: イギー・ポップとロブ・デュプレイ（イギーの単独作品「オーディナリー・バマー」と「ストリート・クレイジーズ」を除く）。 |                                      | | |      |
| # | タイトル                             | 作詞 | 作曲・編曲 | 時間 |
| 1. | 「ラン・ライク・ア・ヴィラン」       | イギー・ポップとロブ・デュプレイ（イギーの単独作品「オーディナリー・バマー」と「ストリート・クレイジーズ」を除く） | イギー・ポップとロブ・デュプレイ（イギーの単独作品「オーディナリー・バマー」と「ストリート・クレイジーズ」を除く） | 3:00 |
| 2. | 「ザ・ヴィレッジャーズ」             | イギー・ポップとロブ・デュプレイ（イギーの単独作品「オーディナリー・バマー」と「ストリート・クレイジーズ」を除く） | イギー・ポップとロブ・デュプレイ（イギーの単独作品「オーディナリー・バマー」と「ストリート・クレイジーズ」を除く） | 3:46 |
| 3. | 「アングリー・ヒルス」               | イギー・ポップとロブ・デュプレイ（イギーの単独作品「オーディナリー・バマー」と「ストリート・クレイジーズ」を除く） | イギー・ポップとロブ・デュプレイ（イギーの単独作品「オーディナリー・バマー」と「ストリート・クレイジーズ」を除く） | 2:55 |
| 4. | 「ライフ・オブ・ワーク」             | イギー・ポップとロブ・デュプレイ（イギーの単独作品「オーディナリー・バマー」と「ストリート・クレイジーズ」を除く） | イギー・ポップとロブ・デュプレイ（イギーの単独作品「オーディナリー・バマー」と「ストリート・クレイジーズ」を除く） | 3:44 |
| 5. | 「クッキー・マクブライドのバラード」 | イギー・ポップとロブ・デュプレイ（イギーの単独作品「オーディナリー・バマー」と「ストリート・クレイジーズ」を除く） | イギー・ポップとロブ・デュプレイ（イギーの単独作品「オーディナリー・バマー」と「ストリート・クレイジーズ」を除く） | 2:58 |
| 6. | 「オーディナリー・バマー」           | イギー・ポップとロブ・デュプレイ（イギーの単独作品「オーディナリー・バマー」と「ストリート・クレイジーズ」を除く） | イギー・ポップとロブ・デュプレイ（イギーの単独作品「オーディナリー・バマー」と「ストリート・クレイジーズ」を除く） | 2:40 |

| #   | タイトル                       | 作詞 | 作曲・編曲 | 時間 |
| --- | ------------------------------ | ---- | ---------- | ---- |
| 7.  | 「喰うか、喰われるか」         |      |            | 3:14 |
| 8.  | 「ブルドーザー」               |      |            | 2:16 |
| 9.  | 「プラトニック」               |      |            | 2:39 |
| 10. | 「ホース・ソング」             |      |            | 2:57 |
| 11. | 「ウォッチング・ザ・ニュース」 |      |            | 4:10 |
| 12. | 「ストリート・クレイジーズ」   |      |            | 3:53 |

| #   | タイトル                           | 作詞 | 作曲・編曲 | 作曲者                               | 時間 |
| --- | ---------------------------------- | ---- | ---------- | ------------------------------------ | ---- |
| 13. | 「ペイン・アンド・サーファリング」 |      |            | イギー・ポップ、アイヴァン・クラール | 3:39 |

| 全作詞・作曲: 特に記載のないものはイギー・ポップとロブ・デュプレイによる作品。 |                                                            |                                                                |                                                                |                                                                        |      |
| #                                                                              | タイトル                                                   | 作詞                                                           | 作曲・編曲                                                     | 作曲者                                                                 | 時間 |
| 14.                                                                            | 「ザ・ヴィレッジャーズ」                                   | 特に記載のないものはイギー・ポップとロブ・デュプレイによる作品 | 特に記載のないものはイギー・ポップとロブ・デュプレイによる作品 |                                                                        | 3:59 |
| 15.                                                                            | 「フォール・イン・ラヴ・ウィズ・ミー」                     | 特に記載のないものはイギー・ポップとロブ・デュプレイによる作品 | 特に記載のないものはイギー・ポップとロブ・デュプレイによる作品 | イギー・ポップ、デヴィッド・ボウイ、ハント・セイルズ、トニー・セイルズ | 3:06 |
| 16.                                                                            | 「オーディナリー・バマー」                                 | 特に記載のないものはイギー・ポップとロブ・デュプレイによる作品 | 特に記載のないものはイギー・ポップとロブ・デュプレイによる作品 |                                                                        | 3:04 |
| 17.                                                                            | 「ホース・ソング」                                         | 特に記載のないものはイギー・ポップとロブ・デュプレイによる作品 | 特に記載のないものはイギー・ポップとロブ・デュプレイによる作品 |                                                                        | 2:26 |
| 18.                                                                            | 「アングリー・ヒルズ」                                     | 特に記載のないものはイギー・ポップとロブ・デュプレイによる作品 | 特に記載のないものはイギー・ポップとロブ・デュプレイによる作品 |                                                                        | 3:02 |
| 19.                                                                            | 「ブルドーザー」                                           | 特に記載のないものはイギー・ポップとロブ・デュプレイによる作品 | 特に記載のないものはイギー・ポップとロブ・デュプレイによる作品 |                                                                        | 2:20 |
| 20.                                                                            | 「ザ・バラッド・オブ・クッキー・マクブライド」             | 特に記載のないものはイギー・ポップとロブ・デュプレイによる作品 | 特に記載のないものはイギー・ポップとロブ・デュプレイによる作品 |                                                                        | 3:47 |
| 21.                                                                            | 「プラトニック」                                           | 特に記載のないものはイギー・ポップとロブ・デュプレイによる作品 | 特に記載のないものはイギー・ポップとロブ・デュプレイによる作品 |                                                                        |      |
| 22.                                                                            | タイトルなし                                               | 特に記載のないものはイギー・ポップとロブ・デュプレイによる作品 | 特に記載のないものはイギー・ポップとロブ・デュプレイによる作品 |                                                                        | 2:41 |
| 23.                                                                            | 「ライフ・オブ・ワーク」                                   | 特に記載のないものはイギー・ポップとロブ・デュプレイによる作品 | 特に記載のないものはイギー・ポップとロブ・デュプレイによる作品 |                                                                        | 3:56 |
| 24.                                                                            | 「キル・シティ」                                           | 特に記載のないものはイギー・ポップとロブ・デュプレイによる作品 | 特に記載のないものはイギー・ポップとロブ・デュプレイによる作品 | イギー・ポップ、ジェームズ・ウィリアムソン                             | 2:36 |
| 25.                                                                            | 「ルース」                                                 | 特に記載のないものはイギー・ポップとロブ・デュプレイによる作品 | 特に記載のないものはイギー・ポップとロブ・デュプレイによる作品 | ザ・ストゥージズ                                                       | 2:52 |
| 26.                                                                            | 「サーチ・アンド・デストロイ」                             | 特に記載のないものはイギー・ポップとロブ・デュプレイによる作品 | 特に記載のないものはイギー・ポップとロブ・デュプレイによる作品 | ザ・ストゥージズ                                                       | 3:05 |
| 27.                                                                            | 「ラン・ライク・ア・ヴィラン」                             | 特に記載のないものはイギー・ポップとロブ・デュプレイによる作品 | 特に記載のないものはイギー・ポップとロブ・デュプレイによる作品 |                                                                        | 3:34 |
| 28.                                                                            | 「バン・バン」                                             | 特に記載のないものはイギー・ポップとロブ・デュプレイによる作品 | 特に記載のないものはイギー・ポップとロブ・デュプレイによる作品 | イギー・ポップ、アイヴァン・クラール                                   | 3:37 |
| 29.                                                                            | 「ユア・プリティ・フェイス・イズ・ゴーイング・トゥ・ヘル」 | 特に記載のないものはイギー・ポップとロブ・デュプレイによる作品 | 特に記載のないものはイギー・ポップとロブ・デュプレイによる作品 | イギー・ポップ、ジェームズ・ウィリアムソン                             | 3:16 |
| 30.                                                                            | 「イート・オア・ビー・イートン」                           | 特に記載のないものはイギー・ポップとロブ・デュプレイによる作品 | 特に記載のないものはイギー・ポップとロブ・デュプレイによる作品 |                                                                        | 3:44 |
| 31.                                                                            | 「シクスティーン」                                         | 特に記載のないものはイギー・ポップとロブ・デュプレイによる作品 | 特に記載のないものはイギー・ポップとロブ・デュプレイによる作品 | イギー・ポップ                                                         | 3:00 |
| 32.                                                                            | 「ストリート・クレイジーズ」                               | 特に記載のないものはイギー・ポップとロブ・デュプレイによる作品 | 特に記載のないものはイギー・ポップとロブ・デュプレイによる作品 |                                                                        | 3:35 |

## 参加メンバー
- イギー・ポップ – ヴォーカル
- ロブ・デュプレイ – ギター、キーボード、バックグラウンド・ヴォーカル
- クリス・スタイン – ベース (A5, A6, B2, B3, B6)、アートディレクション
- クレム・バーク – ドラム、パーカッション
- アイヴァン・クラール – ギター (1991年盤ボーナストラック)
- ロブ・デュプレイ – ギター (1991年盤ボーナストラック)
- マイケル・ペイジ – ベース (1991年盤ボーナストラック)
- ダギー・バウン – ドラム (1991年盤ボーナストラック)

- ジョー・アルロッタ[40] – レコーディング・エンジニア
- ブッチ・ジョーンズ[41] – ミキシング・エンジニア
- エスター・フリードマン[42] – カバー・アート
- マイク・リース[43] - 1991年盤リマスタリング・エンジニア
- ジョー・ブラック[44] - 2019年盤リイシュー・コーディネイター